# Åboromantiken
Åboromantiken är den intellektuella finländska rörelsen som hade rötter i den europeiska romantiken, framför allt i Tyskland och Uppsala. Detta skedde långt före Finland 1917 blev en självständig stat.

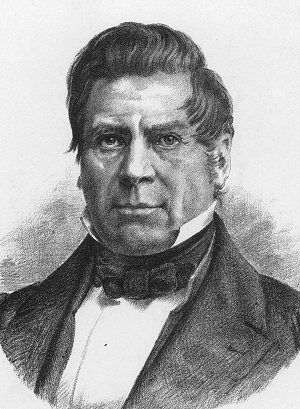
Adolf Iwar Arwidsson

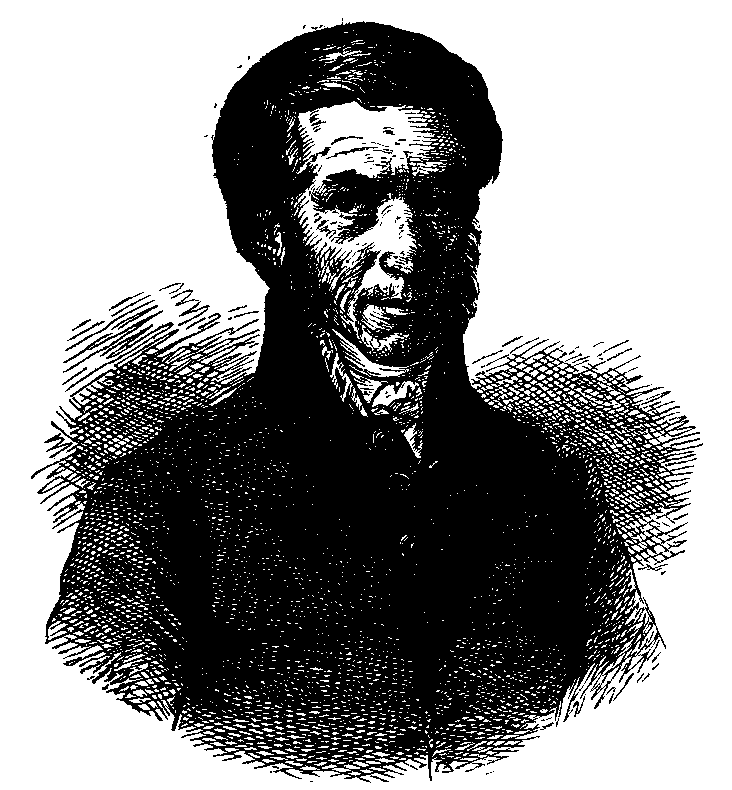
Carl Axel Gottlund

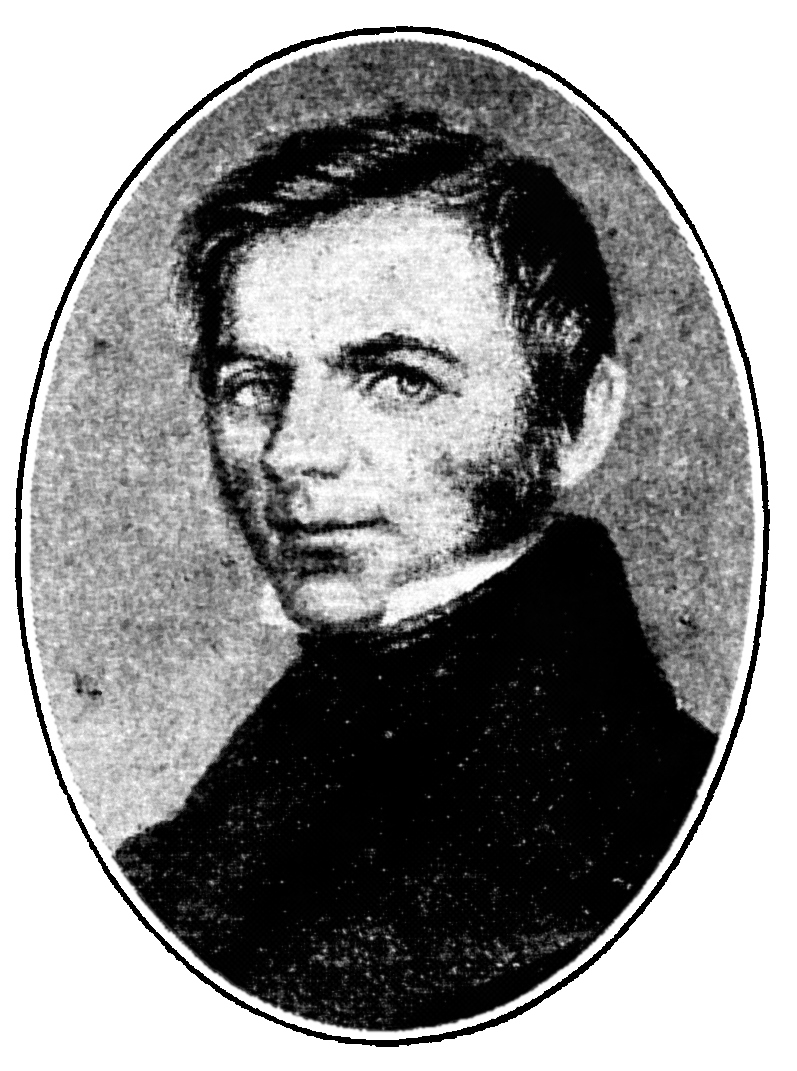
Andreas Johan Sjögren

I Åbo fick denna rörelse en del lokalt betonade tilläggsdrag. Den inspirerades delvis av Henrik Gabriel Porthans forskning och Frans Michael Franzéns intresse för Finlands natur och folk. Den direkta impulsen var behovet att efter 1809 finna en ny grund för nationens liv. I Sverige gav samma händelse, förlusten av Finland, upphov till Götiska förbundet osv. Inom akademiska kretsar i Åbo väckte tankar på att endast en finsk nationalkänsla och kultur skulle kunna integrera samhället. Det var en tidig form av fennomani, som hade två linjer:
- en politisk-teoretisk; Johan Jacob Tengström (1787–1858), Johan Gabriel Linsén (1785–1848), Adolf Iwar Arwidsson
- en konstnärlig-litterär; Carl Axel Gottlund, Zachris Topelius d.ä. (1781–1831), Andreas Johan Sjögren (1794–1855), Reinhold von Becker (1788–1858), K. Renvall, Abraham Poppius

Under dess blomstringsperiod under 1820-talet dominerade de politiska aspekterna. Åboromantiken började mattas av när Arwidsson avsattes från sin tjänst vid universitetet 1822. Språkrör för rörelsen var kalendern Aura och tidskrifterna Mnemosyne, Åbo Morgonblad och Turun Wiikko-Sanomat. Åboromantiken fick ett visst stöd av de ryska myndigheterna eftersom dessa var intresserade av allt som kunde fjärma Finland från Sverige.
Efter branden i Åbo 1827 flyttades universitetet till Helsingfors. De konstnärliga och litterära aspekterna dominerade under 1830-, 1840- och 1850-talen, då Helsingfors var händelsernas centrum. Detta kallas också för "den andra nationella väckelsens tid".